# François de Charette
François-Athanase de Charette de la Contrie (2 de maio de 1763 – 29 de março de 1796) foi um militar francês e líder da insurreição contrarrevolucionaria da Vendeia composta de realistas, tanto do campesinato quanto da classe média e nobreza contra a República e o Diretório durante a Revolução Francesa. Anteriormente havia servido na Marinha Real Francesa durante a Guerra de Independência dos Estados Unidos.
Seu sobrinho Athanase-Charles-Marie Charette de la Contrie foi também um notório comandante militar e neto de Carlos X, o último Rei de França.

## Biografia

### Ainda cedo
De família nobre, nasceu em Couffé, no distrito de Ancenis, Charette serviu na Marinha Real Francesa sob o comando de Toussaint-Guillaume Picquet de la Motte, notoriamente durante a Guerra da Independência Americana, tornou-se tenente de vaisseau. Ele serviu notavelmente no Hercule, um navio de 74 armas, sob o comando de Puget-Bras.
Após a eclosão da Revolução Francesa, ele deixou a Marinha em 1789 e emigrou para Koblenz (Tréveris) em 1792 (muitos aristocratas monarquistas fizeram o mesmo). Ele logo retornou à França para viver em sua propriedade em La Garnache, tornou-se um dos voluntários monarquistas que ajudaram a defender o Rei Luís XVI e Maria Antonieta de danos físicos durante o ataque da multidão parisiense ao Palácio das Tulherias (a Journée du 10 août); preso em Angers, foi libertado graças a intervenção de Charles François Dumouriez.

### Guerra da Vendeia
Em 1793, estourara a Revolta na Vendeia contra a Primeira República francesa, chamada pelos insurgentes de a "República dos ateus", graças ao fato da Instituição da Constituição Civil do Clero, os camponeses pediram a Charette que os liderasse, o que ele por sua vez aceitou. Ele se juntou a Jacques Cathelineau após a tomada de Saumur em Junho de 1793 e lutou na maioria das batalhas do Exército Católico e Real. Em 19 de Setembro de 1793, ele participou da batalha vitoriosa de Tiffauges. Depois disso, ele e Louis Marie de Lescure marcharam sobre Saint-Fulgent para perseguir o general Jean-Baptiste Kléber, que havia escapado. Charette obteve outra vitória sobre os republicanos na Primeira Batalha de Noirmoutier. Alguns dos soldados capturados participaram dos massacres de Machecoul e um quarto deles foi executado em sinal de vingança pelas tropas de Charette, contra suas ordens. Após a separação dos líderes insurgentes em Setembro de 1793, ele e seus homens recuaram. Ele se tornou o líder da Baixa Vendeia e de maneira bem-sucedida utilizou-se de táticas de guerrilha contra as tropas republicanas, capturando um acampamento republicano em Saint-Christophe-du-Ligneron, perto de Challans, ficando sem suprimentos porem e sendo atacado de forma decisiva pelas tropas de Nicolas Haxo. Preso na Ilha de Bouin, Charette, junto do colega líder Couetus, foi informado de uma rota de fuga por um local da ilha. Deixando para trás todas as armas, munições, cavalos, refugiados e os feridos, Charette, Couetus e seus homens nadaram pelos pântanos até Châteauneuf. Por um golpe de sorte casual, Charette se encontrou com o exército de Joly, e ele e Charette retaliaram circulando Haxo, recuperando suprimentos e distraindo o exército republicano dos refugiados. Haxo posteriormente atacou a Ilha de Noirmoutier, com Louis Turreau, que havia sido tomada por Charette no mês anterior, e depois de prometer aos habitantes que eles seriam polpados de serem mortos, desde que se rendessem, contra o comando de Haxo, Turreau matou grande parte dos homens, mulheres e crianças na ilha nas escadarias da igreja local (La chapelle de la Pitié), incluindo Maurice D'Elbée, que se refugiou ali após sofrer 14 ferimentos na batalha de Cholet.
Após isso, o exército de Charette voltou e se reforçou; A brutalidade revolucionária e as "Colunas Infernais" enviadas pela Convenção para destruir a Vendéia fizeram com que muitos camponeses se juntassem ao exército de Charette por mera questão de se sentirem mais seguros. Charette obteve uma vitória em Saint-Fulgent, apenas para ser perseguido e acabar se escondendo na floresta de Grala. Ele emergiu para atacar os "Brouzils"; ele foi ferido no braço, mas continuou até o fim da Batalha. Depois de obter comida para seu exército faminto, Charette foi levado para La Morière, um convento perto de Machecoul, para se recuperar de seu ferimento; ele só pôde descansar lá por alguns dias quando sua localização descoberta graças a um traidor foi e os republicanos cercaram o convento. Já sabendo do ataque, ele conseguiu escapar, mas as freiras e um grande número de refugiados que vieram com o exército de Charette e que se esconderam na igreja acabaram por serem massacrados.

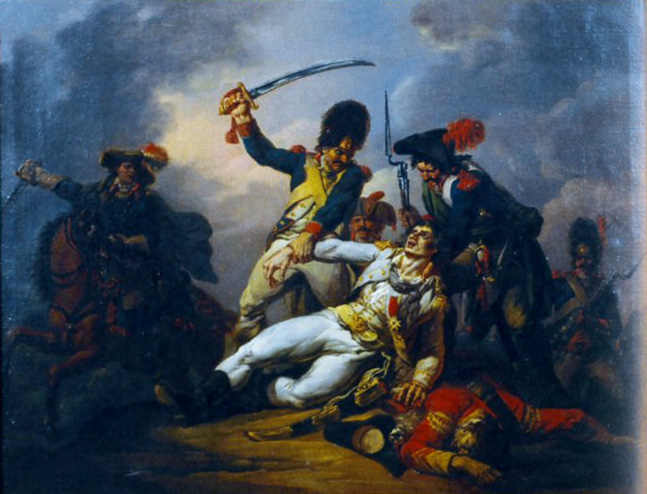
A captura de Charette, de Louis Joseph Watteau, 1796

#### Derrota

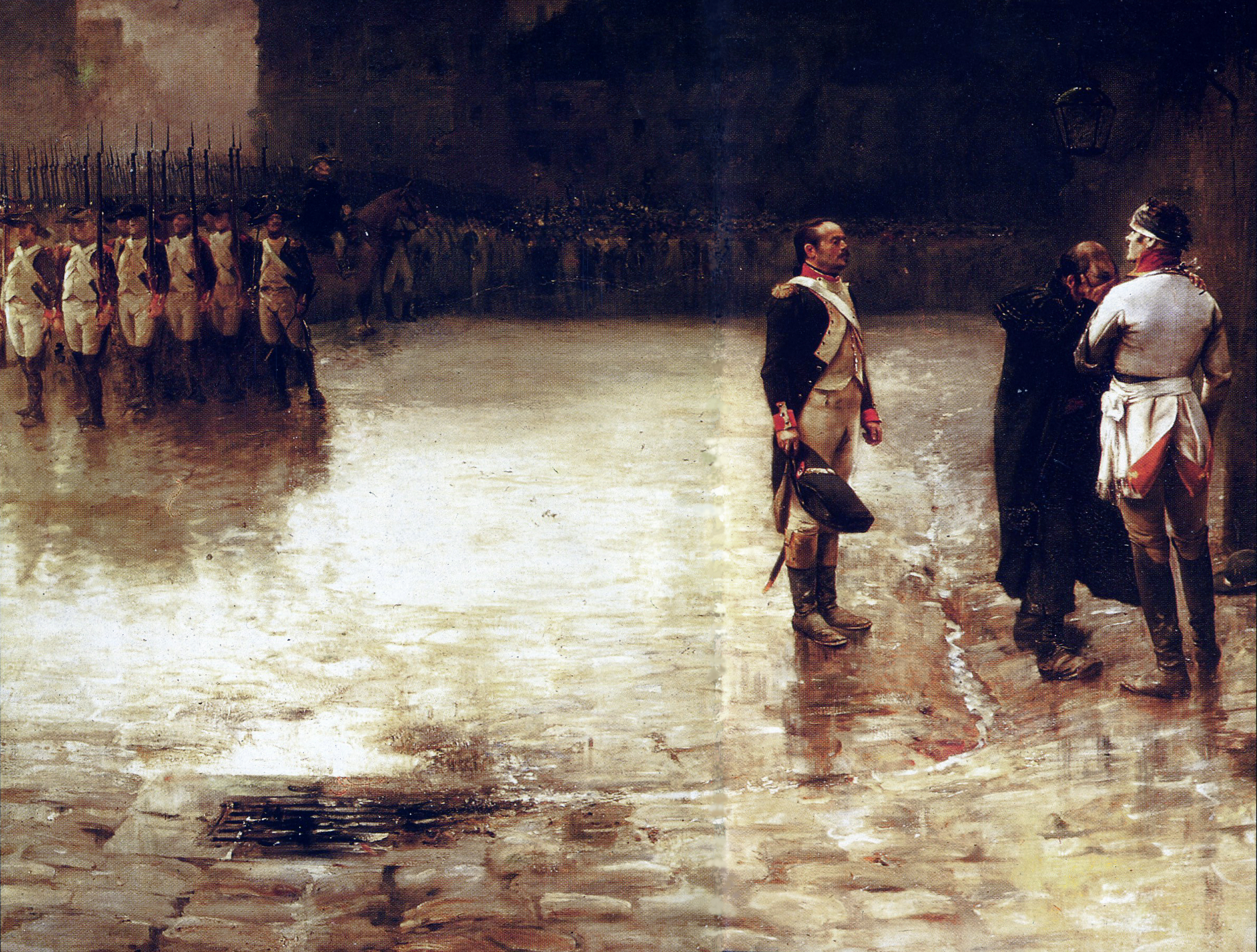
Execução do General Charette, em Nantes, março de 1796, por Julien Le Blant

Em 17 de Fevereiro de 1795, após ser apresentado a ele por sua irmã, Charette assinou o Tratado de La Jaunaye junto dos emissários enviados da Convenção Nacional, o tratado, que incluía garantias de liberdade religiosa aos católicos, permissão para padres e bispos exercerem suas atividades publicamente e interrompia o recrutamento de camponeses locais no levée em massa, logo foi renegado junto dos termos do tratado e sua liberdade condicional. Mais uma vez eles também assassinaram milhares de prisioneiros monarquistas, incluindo o bispo de Dol. Charette e seus homens voltaram à luta novamente em julho e ajudaram na planejada invasão a Quiberon pelos emigrados monarquistas franceses com a ajuda da Marinha Real Britânica. 
O conde de Artois, sucessor a casa de Bourbon ao titulo de Rei de França, nomeou-o tenente-general e deu-lhe ordens para preparar o retorno real (com o conde assumindo o trono), no entanto, isso não ocorreu. Charette permaneceu leal à velha dinastia dos Bourbon e à Igreja Católica, assim como seus homens e a maioria do campesinato da Vendeia e Bretanha. Ele, e todos os realistas leais, mais tarde se recusariam a se juntar aos orleanistas liberais. Após o fracasso da expedição Quiberon, Charette e seus homens foram perseguidos pelo General Lazare Hoche. Charette foi ferido, mas escapou. No entanto, devido à falta de munições, ele acabou sendo capturado fora de La Chabotterie e levado a Nantes para um julgamento. Ele foi condenado à morte por um tribunal republicano e, em seguida, levado para a praça da cidade em uma procissão para uma execução pública por um pelotão de fuzilamento. Uma placa foi erguida e ainda se encontra no local onde ele foi baleado. Hoje, as cerimônias em memória de tal evento continuam a se realizarem lá. 
De acordo com um texto contemporâneo publicado na Walker's Hibernian Magazine, foi Charette quem disse a famosa frase: "Omeletes não são feitos sem quebrar ovos." Segundo o texto para atenuar o número de mortes pelas quais ele era supostamente responsável:
Charette foi posteriormente descrito por Napoleão como um grande personagem e um líder militar que "demonstra genialidade".

## Representações em filmes e na cultura popular

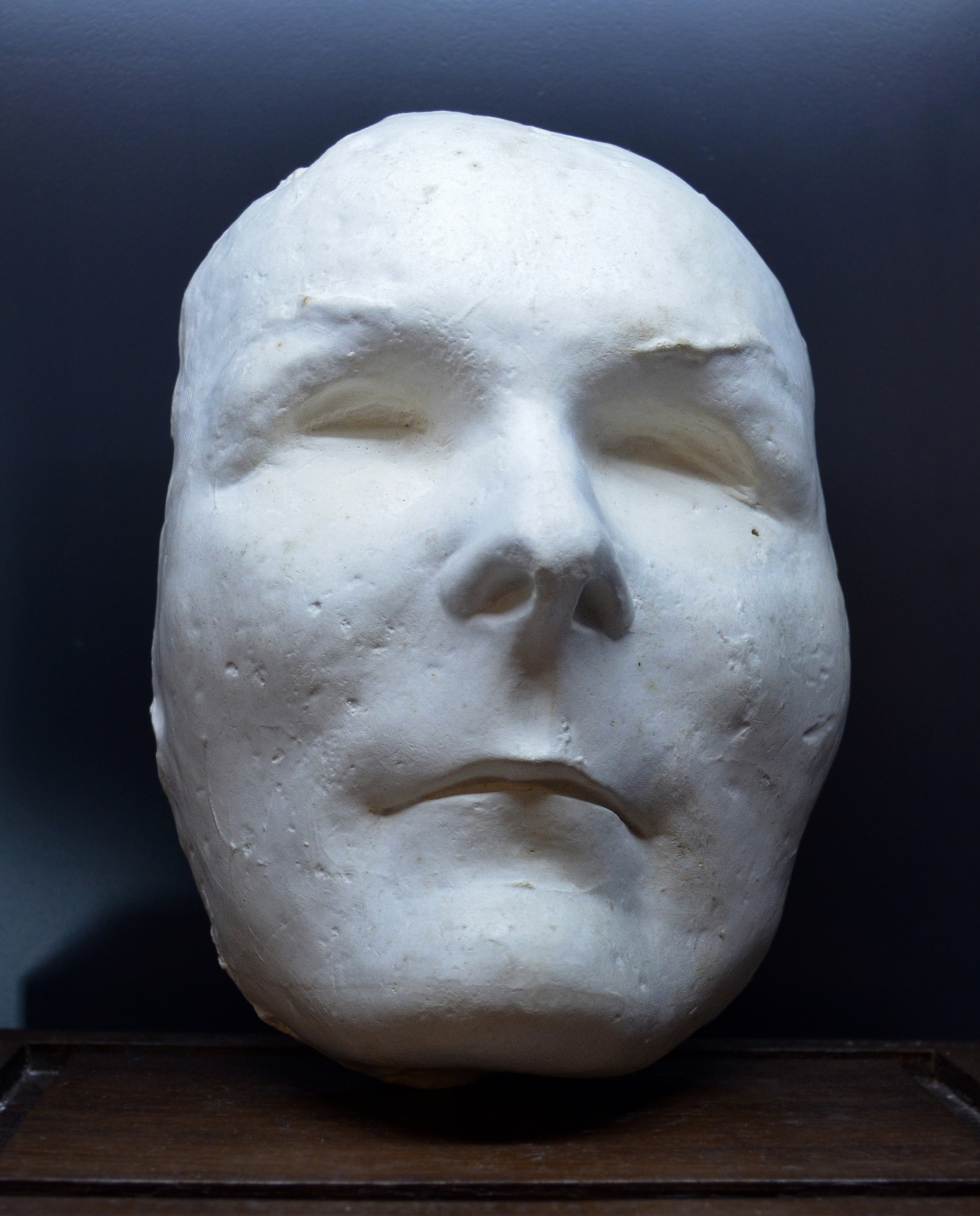
Máscara mortuária de François de Charette

Charette é um dos personagens do episódio "The Frogs and the Lobsters" do filme/série de televisão Hornblower. Charette é um general realista no exílio que, com o apoio da Marinha Real Britânica, tenta, porém falha ao reunir os monarquistas sobreviventes e criar um exército na França para restaurar a monarquia. Diferentemente de sua contraparte da vida real, ele é morto em batalha defendendo uma fortificação capturada. Também é fluente em inglês na adaptação para a televisão.
Ele é, desde 2018 o personagem principal do espetáculo Le Dernier Panache ("A Última Pluma"), onde sua história de vida é contada, no parque temático francês Puy du Fou. Também protagoniza o filme Vaincre ou mourir, produzido pela Puy du Fou Films e lançado em 2023.

## Ligações Externas
- A captura e morte do Indomável Charette